# Goniorhynchus butyrosa
Goniorhynchus butyrosa là một loài bướm đêm trong họ Crambidae.